# Liste der Autobahnen in Luxemburg

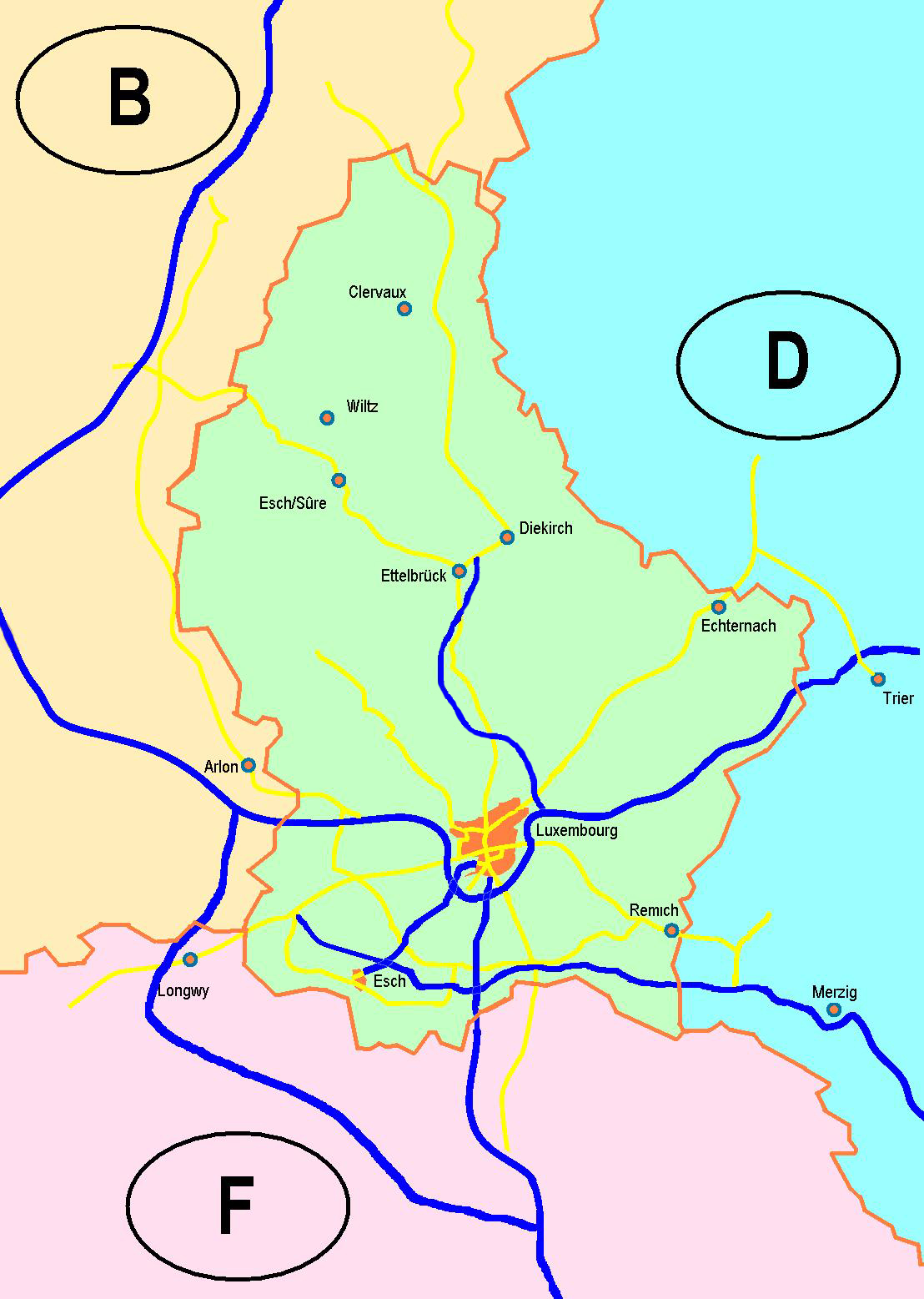
Autobahnnetz im Großherzogtum Luxemburg

Im Großherzogtum Luxemburg gibt es ein gut ausgebautes, für PKW mautfreies Autobahn- und Schnellstraßennetz (frz.: Autoroutes et voies express, Lux.: Autobunnen a Schnellstrossen) mit derzeit rund 150 km Länge, das zusammen mit dem 2875 km langen Nationalstraßennetz das Rückgrat des Verkehrs im Großherzogtum bildet. Die Autobahnen werden mit einem A, die Schnellstraßen mit einem B beschildert.
Der Ausbau des Autobahnnetzes begann im Vergleich zu den europäischen Nachbarländern erst sehr spät: Im Jahr 1969 wurden die ersten Teilstücke der A1 (Kirchberg-Senningerberg) und A4 (Steinbrücken-Esch/Lallingen) in Betrieb genommen. Nach diesen ersten Teilstücken erfolgte nach und nach der Ausbau des Autobahnnetzes:
| Jahr | Länge in km |
| ---- | ----------- |
| 1969 | 5           |
| 1990 | 78          |
| 1995 | 123         |
| 2000 | 115         |
| 2008 | 147         |
| 2020 | 158         |
| 2024 | vsl. 161    |
| 2050 | vsl. 170    |

Die Regierung des Großherzogtums erwägt, sich einer geplanten Benelux-weiten Maut für LKWs anzuschließen und das bisherige System Eurovignette aufzugeben. Die Niederlande drängen bereits seit einiger Zeit zu einer solchen Lösung, bislang scheitert die Umsetzung aber an der in Belgien zwischen Wallonien und Flandern bestehenden Uneinigkeit über die Einführung einer LKW-Maut. Ein Maut-Alleingang wird derzeit ausgeschlossen.

## Verlauf
Die Autobahnen, die in Luxemburg mit blauen Schildern (zum Beispiel  A4 ) versehen sind, verlaufen wie folgt:
| Kurz            | Name                                | Verlauf                                                                | Länge | Baulänge | Planlänge |
| --------------- | ----------------------------------- | ---------------------------------------------------------------------- | ----- | -------- | --------- |
| A1 · E29 · E44  | Tréirer Autobunn                    | Gaspericher Kreuz – Wasserbillig – Grenze nach Deutschland; weiter als | 36 km | -        | -         |
| A3 · E25 · E29  | Diddelenger Autobunn                | Hesperingen – Düdelingen – Grenze nach Frankreich; weiter als          | 13 km | -        | -         |
| A4              | Escher Autobunn                     | Luxemburg (Stadt) – Esch-sur-Alzette – weiter als                      | 15 km | 3 km     | 0,8 km    |
| A6 · E25 · E44  | Areler Autobunn                     | Grenze nach Belgien; weiter als – Steinfort – Gaspericher Kreuz        | 21 km | -        | -         |
| A7 · E29 · E421 | Nordstrooss                         | Dreieck Grünewald – Schieren – weiter als B7                           | 31 km | -        | -         |
| A13 · E29       | Collectrice du Sud und Saarautobunn | – Petingen – Schengen – Grenze nach Deutschland; weiter als            | 42 km | -        | 9 km      |

Die Schnellstraßen, die in Luxemburg mit roten Schildern (zum Beispiel  B3 ) versehen sind, verlaufen wie folgt:
| Kurz | Name | Verlauf                                                      | Länge |
| ---- | ---- | ------------------------------------------------------------ | ----- |
| B1   | B1   | Contournenent Luxembourg (Teil der Autoroute 1)              | 5 km  |
| B3   | B3   | Luxemburg (Stadt) (Rue de Bonnevoie) – weiter als            | 2 km  |
| B4   | B4   | Luxemburg (Stadt) (Place Saints Pierre et Paul) – weiter als | 1 km  |
| B40  | B40  | Esch/Alzette-Belval – Grenzübergang Luxemburg/ Frankreich    | 3 km  |
| B7   | B7   | Schieren – Erpeldingen – weiter als                          | 6 km  |
|      |      |                                                              |       |

## Regelungen
Die Autobahnen A6 und A1 gehen ineinander über und durchqueren das gesamte Land von der belgisch/luxemburgischen bis zur luxemburgisch/deutschen Grenze.
Gleichzeitig bilden diese beiden Autobahnen rund um die Stadt Luxemburg die Stadtumgehung „Boulevard Contournement“. Richtung Norden wird dieser Halbring ergänzt durch die 2016 fertiggestellte A7.
Sämtliche Autobahnausfahrten sind der Reihe nach durchnummeriert (analog der in D, CH und F benutzten Systematik, anders als in A/CZ), wobei die Ausfahrten mit der 1 sich allesamt in der Umgebung der Hauptstadt befinden. Die A13, die den Süden des Großherzogtums durchquert und nicht in der Nähe von Luxemburg verläuft, ist von West nach Ost durchnummeriert.
Auf allen Autobahnen im Großherzogtum Luxemburg gilt ein Tempolimit von 130 km/h, bei Nässe ist die Höchstgeschwindigkeit 110 km/h.